# Совјетска репресија у Белорусији
Совјетска репресија у Белорусији се односи на случајеве неоснованог кривичног гоњења људи у Белорусији, у време када је земља била под комунстичком влашћу, која је обухватила прогон људи за наводне контрареволуционарне активности, као и депортацију људи у другим регионима СССР на основу њихове социјалне, етничке, верске или друге припадности.

## Историја
Репресија је почела 1917. година, а достигла врхунац током 1930-их година, а нарочито током Велике чистке у Совјетском Савезу од 1937 до 1938. године. Значајна погубљења познатих белоруских интелектуалаца и политичара су спроведена током ноћи 29 и 30. октобра 1937. године, у вези са измишљеним случајем око рада Уније за ослобођење Белорусије из 1930. године. Хиљаде етнички Пољака је убијено за време Пољске операције НВКД (1937-38), а њихове породице су често биле депортоване у Казашку Совјетску Социјалистичку Републику.
Други талас репресије догодио се од 1939-1941. године у Западној Белорусији након њене анексије од стране Совјетског Савеза, када су хиљаде кулака, друштвених и политичких лидера, бивших пољских званичника и осуђеника убијени или насилно пресељени у Казахстан, Сибир и другим регионима Совјетског Савеза. Репресија је у великој мери заустављења након смрти Јосифа Стаљина 1953. године. Тачан број људи који су постали жртве совјетске репресије у Белорусији је тешко одредити, јер су архиви КГБ-а у Белорусији још увек недоступни за истраживаче.

## Број жртава
Према непотпуним проценама, око 600.000 људи је било жртва совјетске репресије у Белорусији између 1917. и 1953. године. Остале процене повећавају бројку на више од 1,4 милиона људи, са 250.000 осуђених од стране судства или извршених од стране вансудиских тела. Са изузетком оних који су ођени 1920. и 1930-их година, више од 250.000 Белоруса је депортовано у гулаге или чланове породице у гулаге и у регионима ван Белоруске Совјетске Социјалистичке Републике.
358.686 људи за које се верује да су жртва совјетске репресије било је осуђено на смрт у Белорусији у периоду од 1917-1953. године, према историчару Василу Кушнеру. Укупно, око 200.000 жртава совјетске политичке репресије рехабилитовано је између 1954 и 2000. године.

## Ефекти репресије

### Наука
Према Кушнеру, тридесетих година прошлог века је само 26 белоруских академика и 6 дописника белоруске академија наука нису биле под утицајем репресије. Од 139 доктора наука у Белорусији 1934. године, само шест лица је избегло репресију. Према Кушнеру, совјетска репресија практично је спречила истраживање хуманистичких наука у Белорусији.
Према белоруском-шведском историчару Андреју Катларчуку 1930-их година Совјети су забранили даља истраживања 32 историчара из Минска, а њихова дела су била избачена из библиотека..

### Књижевност
Према историчару Леаниду Маракау, од око 540-570 писаца који су били објављени у Белорусији током 1920-их и 1930-их година, најмање 440-460 (80%) је постало жртва совјетске репресије. Овај број укључује Тодора Клашторнија и Андреј Мрија и многе друге. Укључујући оне који су били присиљени да напусте Белорусију, најмање 500 (90%) објављених белоруских писаца постало је жртва репресије или четвртина укупног броја писаца прогнаних од стране држава у то време Совјетског Савеза.
У исто време, према Маракау, у Украјини је само 35% до 40% писаца постало жртва совјетске репресије, док је у Русији тај број био испод 15%.

### Медицина
Укупно 1520 белоруских медицинских специјалиста је постало жртва репресије, укључујући 500 лекара, 200 медицинских сестара, скоро 600 ветеринара и неколико стотина чланова њихових породица који су осуђени под истим правним случајевима..

### Значајне жртве совјетске репресије у Белорусији
- Змициер Жилунович, књижевник, поетичар и новинар, први лидер Совјетске Социјалистичке Републике Белорусије, ухапшен за време Велике чистке 1937. године
- Бранислав Тарашкевич, лингвиста, преводилац и западно-белоруски политичар, погубљен 1938. година
- Вацлав Ластоуски, историчар књижевности, члан Белоруске научне академија, бивши премијер Белоруске Народне Републике, погубљен 1938. година
- Адам Станкевич, католички свештеник, хришћански демократски политичар из Западне Белорусије, умро је у концентрационом логору 1949. године.

## Савремена комеморација
Крајем 1980-их година утицајни про-демократски и про-независни покрет у Белорусији (Белоруски народни фронт) у великој мери били су инспирисани Перестројком и налазима гробова на бившем совјетском полигону у Курапатију код Минска.
За разлику од суседних држава, власти у Републици Белорусији на челу са председником Александром Лукашенком дају ограничен приступ државном архиву повезаним са стаљинистичком репресијом и не обележава жртве комунизма на државном нивоу.
Демократска опозиција, конзервативна хришћанска партија, обновљена Белоруска хришћанска партија и партија БНФ обележавају страдање жртава совјетског режима 29. и 30. октобра, на дан масовног погубљења белоруских писаца 1937. године.